# ماريا دوفال
ماريا دوفال (بالإسبانية: María Duval)‏ هي مغنية وممثلة مكسيكية، ولدت في 2 أغسطس 1937 في المكسيك.

## أعمالها

### في السينما
- كل واحد معركته

## وصلات خارجية
- ماريا دوفال على موقع IMDb (الإنجليزية)
- ماريا دوفال على موقع أول ميوزيك (الإنجليزية)
- ماريا دوفال على موقع قاعدة بيانات الفيلم (الإنجليزية)